# Leanda Cave
Leanda Cave (* 9. März 1978 in Louth als Leanda Rosemaire Cave) ist eine ehemalige britische Triathletin. Sie ist ITU-Weltmeisterin auf der olympischen Distanz (2002) und der Langdistanz (2007). Außerdem gewann sie 2012 sowohl die Ironman-70.3 World Championship als auch den Ironman Hawaii. Sie wird in der Bestenliste US-amerikanischer Triathletinnen auf der Ironman-Distanz geführt.

## Werdegang
Leanda Cave begann 1994 mit Triathlon und seit 2000 startete sie als Profi-Triathletin.

### Weltmeisterin Triathlon Kurzdistanz 2002
2001 wurde sie Europameisterin in der Klasse U23 und im Folgejahr wurde sie in Mexiko Weltmeisterin auf der olympischen Distanz (1,5 km Schwimmen, 40 km Radfahren und 10 km Laufen).

### Weltmeisterin Triathlon Langdistanz 2007
2007 wurde sie in Frankreich auch Weltmeisterin auf der Langdistanz (4 km Schwimmen, 130 km Radfahren und 30 km Laufen).
Leanda Cave lebt seit 2008 in Tucson (Arizona) und sie startete für Großbritannien. 2010 heiratete sie den deutschen Triathleten Torsten Abel, der sie auch trainierte, die beiden trennten sich aber wieder. Im Oktober 2011 belegte Leanda Cave beim Ironman Hawaii mit persönlicher Bestzeit auf der Ironman-Distanz (3,86 km Schwimmen, 180,2 km Radfahren und 42,195 km Laufen) den dritten Rang. Im November holte sie sich in Arizona ihren ersten Ironman-Sieg und konnte mit 8:49:00 Stunden erneut eine neue persönliche Bestzeit setzen.

### Siegerin Ironman Hawaii 2012
Im September 2012 gewann sie die Ironman 70.3 World Championship. Wenige Wochen später gewann sie auch die Ironman World Championship und realisierte so als erste Frau sie das „Double“ aus Ironman Hawaii und Ironman 70.3 World Championship im gleichen Jahr.
Im Februar 2013 gab Cave bekannt, dass sie an Hautkrebs erkrankt ist.
Im August 2017 wurde sie Fünfte bei der Weltmeisterschaft auf der Triathlon-Langdistanz (4 km Schwimmen, 120 km Radfahren und 30 km Laufen). 2017 konnte sich Leanda Cave zum 13. Mal in Folge für einen Startplatz beim Ironman Hawaii qualifizieren, das Rennen im Oktober aber nicht beenden.
Im Mai 2018 erklärte die damals 40-Jährige ihre aktive Zeit für beendet.
Im November 2022 wurde die 44-Jährige Dritte bei den Ultraman World Championships auf Hawaii – einem dreitägigen Wettkampf über 10 km Schwimmen, 421 km Radfahren und 84 km Laufen.

## Sportliche Erfolge
| Datum/Jahr    | Rang | Wettbewerb                              | Austragungsort       | Zeit     | Bemerkung |
| ------------- | ---- | --------------------------------------- | -------------------- | -------- | --- |
| 22. Okt. 2017 | DNF  | Ironman 70.3 Miami                      | Miami                | –        | Rennabbruch auf der Laufstrecke |
| 19. März 2017 | 6    | Ironman 70.3 Campeche                   | Campeche             | 04:38:59 | bei der Erstaustragung |
| 23. Okt. 2016 | 3    | Ironman 70.3 Miami                      | Miami                | 04:18:15 | |
| 8. Mai 2016   | 2    | Challenge Rimini                        | Rimini               | 04:45:28 | [ 8 ] |
| 19. Apr. 2016 | 1    | Cannes International Triathlon          | Cannes               | 04:08:35 | erfolgreiche Titelverteidigung |
| 25. Okt. 2015 | 2    | Ironman 70.3 Miami                      | Miami                | 04:18:32 | |
| 19. Apr. 2015 | 1    | Cannes International Triathlon          | Cannes               | 04:18:42 | Siegerin auf der Mitteldistanz (2 km Schwimmen, 80 km Radfahren und 16 km Laufen)                                                                          |
| 27. Feb. 2015 | 8    | Challenge Dubai                         | Dubai                | 04:25:22 | beim ersten Rennen der „Challenge Triple-Crown-Serie“ |
| 30. März 2014 | 1    | Triathlon Pan American Cup              | Valparaíso           | 02:04:58 | |
| 22. März 2014 | 1    | PATCO Triathlon Pan American Cup        | La Paz               | 02:04:15 | |
| 21. Sep. 2014 | 1    | Ironman 70.3 Cozumel                    | Cozumel              | 04:20:58 | |
| 10. Aug. 2014 | 2    | Ironman 70.3 Germany                    | Wiesbaden            | 04:34:50 | Zweite bei der Europameisterschaft über die halbe Ironman-Distanz                                                                                          |
| 15. Juni 2014 | 3    | Ironman 70.3 Boulder                    | Boulder              | 04:13:03 | |
| 4. Mai 2014   | 3    | Ironman 70.3 St. Croix                  | Saint Croix          | 04:37:15 | |
| 1. Juni 2014  | 5    | Escape from Alcatraz Triathlon          | San Francisco        | 02:23:39 | |
| 3. März 2013  | 10   | Escape from Alcatraz Triathlon          | San Francisco        | 02:33:42 | |
| 28. Okt. 2012 | 1    | Ironman 70.3 Miami                      | Miami                | 04:07:27 | dritter Sieg in Folge mit neuem Streckenrekord |
| 9. Sep. 2012  | 1    | Ironman 70.3 World Championships        | Las Vegas            | 04:28:05 | Ironman 70.3 Weltmeisterin |
| 5. Aug. 2012  | 3    | Ironman 70.3 Boulder                    | Boulder              | 04:10:55 | |
| 10. Juni 2012 | 1    | Escape from Alcatraz Triathlon          | San Francisco        |          | vierter Sieg für Leanda Cave in Alcatraz |
| 12. Feb. 2012 | 4    | Ironman 70.3 Panama                     | Panama City          | 04:21:42 | |
| 30. Nov. 2011 | 1    | Ironman 70.3 Miami                      | Miami                | 04:13:35 | Cave konnte ihren Sieg aus dem Vorjahr erfolgreich verteidigen.                                                                                            |
| 17. Juli 2011 | 2    | Vineman Ironman 70.3                    | Sonoma County        | 04:15:14 | [ 11 ] |
| 9. Juli 2011  | 3    | Ironman 70.3 Muncie                     | Muncie               | 04:12:35 | |
| 5. Juni 2011  | 2    | Escape from Alcatraz Triathlon          | San Francisco        |          | |
| 15. Mai 2011  | 1    | Revolution3 Knoxville                   | Knoxville            | 02:03:00 | |
| 30. Apr. 2011 | 1    | Wildflower Triathlon                    | Lake San Antonio     | 04:27:58 | 1,9 km Schwimmen, 90 km Radfahren und 21,1 km Laufen |
| 13. Nov. 2010 | 2    | Ironman 70.3 World Championships        | Clearwater           | 04:12:34 | Vizeweltmeisterin in Florida |
| 30. Okt. 2010 | 1    | Ironman 70.3 Miami                      | Miami                | 04:21:21 | Sieg bei der Erstaustragung |
| 18. Juli 2010 | 2    | Vineman Ironman 70.3                    | Sonoma County        | 04:22:04 | [ 13 ] |
| 16. Mai 2010  | 1    | Ironman 70.3 Florida                    | Orlando              | 04:14:22 | Leanda Cave schaffte in Florida den dritten Sieg in Folge.                                                                                                 |
| 2. Mai 2010   | 1    | Escape from Alcatraz Triathlon          | San Francisco        | 02:14:34 | [ 14 ] |
| 14. Juni 2009 | 2    | Escape from Alcatraz Triathlon          | San Francisco        | 02:23:02 | |
| 17. Mai 2009  | 1    | Ironman 70.3 Florida                    | Orlando              |          | |
| 2009          | 2    | Steelhead Ironman 70.3                  | Benton Harbor        |          | |
| 4. Apr. 2009  | 3    | Ironman 70.3 California                 | Oceanside            |          | |
| 1. Juni 2008  | 1    | Escape from Alcatraz Triathlon          | San Francisco        | 02:15:37 | |
| 18. Mai 2008  | 1    | Ironman 70.3 Florida                    | Orlando              |          | |
| 30. März 2008 | 3    | Ironman 70.3 California                 | Oceanside            |          | |
| 3. Juni 2007  | 1    | Escape from Alcatraz Triathlon          | San Francisco        |          | |
| 2007          | 3    | Ironman 70.3 World Championships        | Clearwater           |          | hinter Mirinda Carfrae |
| 3. Dez. 2006  | 2    | Laguna Phuket Triathlon                 | Phuket               |          | hinter der Kanadierin Samantha McGlone |
| 18. März 2006 | 13   | Commonwealth Games 2006                 | Melbourne            | 02:02:28 | Triathlon über die olympische Distanz (1,5 km Schwimmen, 40 km Radfahren, 10 km Laufen)                                                                    |
| 2006          | 2    | Eagleman Ironman 70.3                   | Cambridge (Maryland) |          | hinter der Schweizerin Natascha Badmann |
| 7. Aug. 2005  | 2    | London Triathlon                        | London               | 01:57:20 | [ 15 ] |
| 2005          | 4    | ITU Triathlon World Cup                 | Salford              | 02:04:16 | |
| 26. Juni 2004 | 1    | Alpen-Triathlon                         | Schliersee           | 02:17:44 | |
| 9. Nov. 2002  | 1    | ITU Triathlon World Championships       | Cancún               | 02:01:31 | Sieg und Weltmeisterin |
| 4. Aug. 2002  | 2    | Commonwealth Games 2002                 | Manchester           | 02:03:37 | |
| 7. Juli 2002  | 2    | ETU Triathlon European Championships    | Győr                 | 01:59:09 | Zweite hinter der Belgierin Kathleen Smet bei der Europameisterschaft auf der olympischen Kurzdistanz (1,5 km Schwimmen, 40 km Radfahren und 10 km Laufen) |
| 23. Juni 2001 | 1    | ETU Triathlon European Championship U23 | Karlsbad             | 02:23:23 | Siegerin und Europameisterin in der Klasse U23 |

| Datum/Jahr    | Rang | Wettbewerb                                      | Austragungsort | Zeit     | Bemerkung                                                                                                  |
| ------------- | ---- | ----------------------------------------------- | -------------- | -------- | --- |
| 28. Nov. 2022 | 3    | Ultraman Hawaii                                 | Hawaii         | 26:54:11 | Ultraman World Championships; neuer Streckenrekord über 10 km Schwimmen, 421 km Radfahren und 84 km Laufen |
| 14. Okt. 2017 | DNF  | Ironman Hawaii                                  | Hawaii         | –        | |
| 27. Aug. 2017 | 5    | ITU Long Distance Triathlon World Championships | Penticton      | 06:04:44 | Weltmeisterschaft auf der Triathlon-Langdistanz (4 km Schwimmen, 120 km Radfahren und 30 km Laufen)        |
| 5. Juni 2016  | 3    | Ironman France                                  | Nizza          | 09:45:06 | |
| 29. Nov. 2015 | 2    | Ironman Mexico                                  | Cozumel        | 09:13:29 | |
| 10. Okt. 2015 | DNF  | Ironman Hawaii                                  | Hawaii         | –        | |
| 16. Mai 2015  | 2    | Ironman Texas                                   | The Woodlands  | 08:58:12 | |
| 16. Aug. 2014 | 1    | Ironman Sweden                                  | Kalmar         | 08:56:50 | |
| 12. Okt. 2013 | 13   | Ironman Hawaii                                  | Hawaii         | 09:25:07 | |
| 13. Okt. 2012 | 1    | Ironman Hawaii                                  | Hawaii         | 09:15:54 | |
| 20. Nov. 2011 | 1    | Ironman Arizona                                 | Tempe          | 08:49:00 | Persönliche Ironman-Bestzeit                                                                               |
| 5. Nov. 2011  | 2    | ITU Long Distance Triathlon World Championships | Henderson      | 05:37:35 | Vizeweltmeisterin auf der Langdistanz.                                                                     |
| 8. Okt. 2011  | 3    | Ironman Hawaii                                  | Hawaii         | 09:03:29 | zweitschnellste Schwimmerin (53:54 Minuten)                                                                |
| 12. März 2011 | 6    | Abu Dhabi International Triathlon               | Abu Dhabi      | 07:34:20 | [ 18 ] |
| 21. Nov. 2010 | 3    | Ironman Arizona                                 | Tempe          | 09:13:50 | |
| 9. Okt. 2010  | 10   | Ironman Hawaii                                  | Hawaii         | 09:27:42 | |
| 13. März 2010 | 2    | Abu Dhabi International Triathlon               | Abu Dhabi      | 07:12:23 | zweiter Rang hinter Julie Dibens (3 km Schwimmen, 200 km Radfahren und 20 km Laufen)                       |
| 12. Juli 2009 | 11   | Challenge Roth                                  | Roth           | 09:46:49 | |
| 20. Nov. 2008 | 2    | Ironman Arizona                                 | Tempe          | 09:25:07 | |
| 15. Juli 2007 | 1    | ITU Long Distance Triathlon World Championships | Lorient        |          | Triathlon-Weltmeisterin auf der Langdistanz                                                                |

(DNF – Did Not Finish)